# Kinder- und Jugendmuseum München

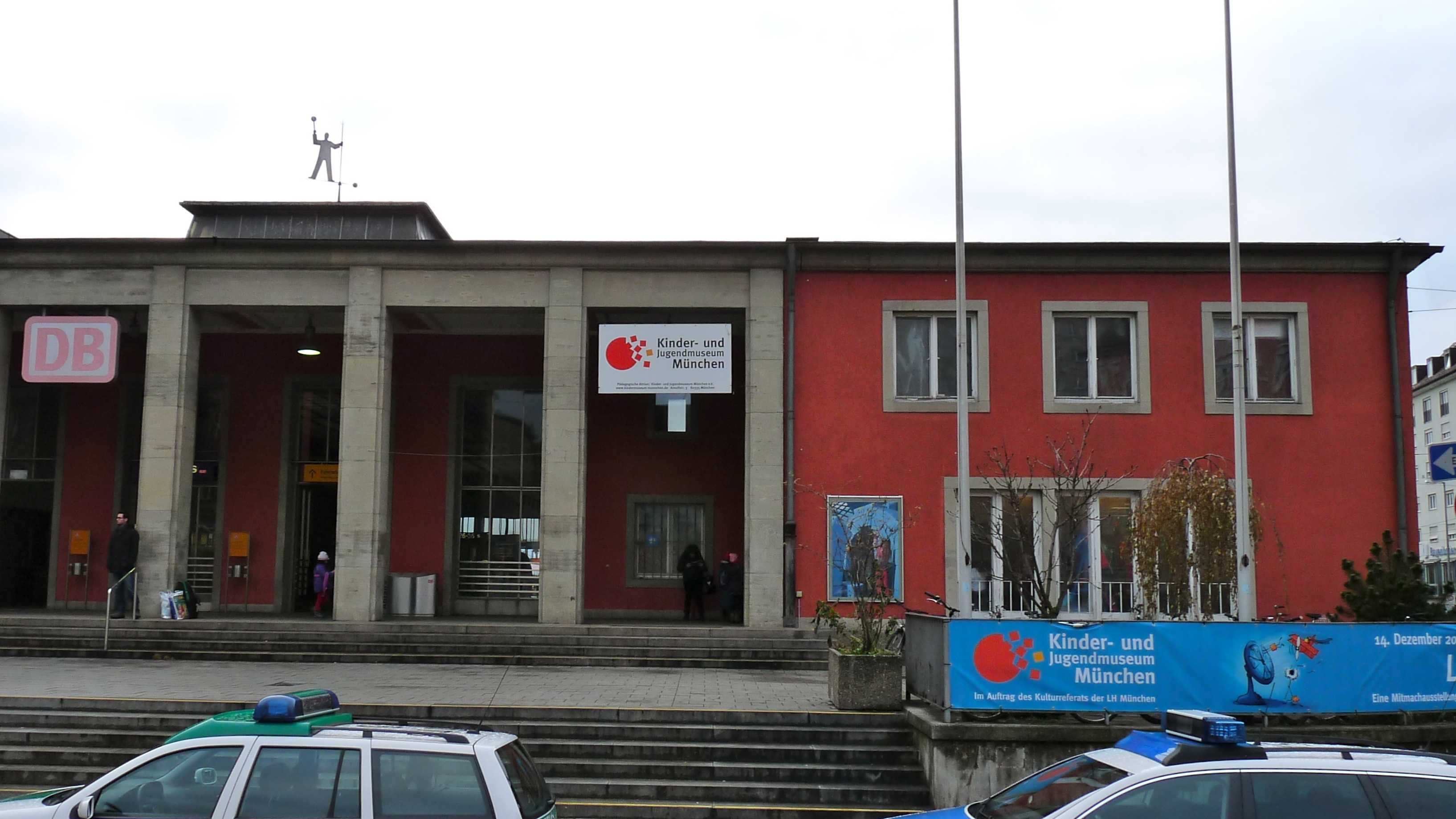
Außenansicht des Museums.

Das Kindermuseum München ist ein Museum in München und hat seinen Sitz in der Messestadt Riem. Es wird vom Pädagogische Aktion/Kinder- und Jugendmuseum München e.V im Auftrag des Kulturreferats der Landeshauptstadt München betrieben. Das Museum präsentiert wechselnde Ausstellungen, die die Kinder und Jugendlichen zum Mitmachen und Experimentieren anregen sollen. 

## Geschichte
1991 wurden die ersten Ausstellungen als mobiles Programm in einem umgebauten Linienbus präsentiert, 1996 zog das Museum in den Hauptbahnhof und im Juni 2024 in die Messestadt Riem. Aktuell wird noch und noch weiter umgebaut.

## Ausstellungen
- Das irrsinnige Labyrinth. Mitmachausstellung + Ferienprogramm. 1995
- Nichts als Luft. Seifenblasen als schillernder Vermittler zwischen Wissenschaft, Kunst und Kultur. 1996
- Umweltraum. Bausteine für eine nachhaltige Entwicklung. 1996
- Struwwelpeter(t)räume. 1996
- Ich sehe was, was du nicht sieht. 1996
- Überall ist Entenhausen, 1997
- Der Zug ist abgefahren. 1997
- SuperSpace. Raumschiff Interaktiv. 1997
- Seifenblasen-Träume. Das „highlight“ des Jahres 1998
- München lebt. die natürliche Stadt. 1998
- SuperSpace II. Raumschiff Interaktiv. 1998
- Mirrors. SpiegelSPIELE, SpiegelKÜNSTE. 1999
- Graffiti-Ausstellung „Style-Planet. Watch out for the third rail. This shit is high voltage“. 1999
- Dunkelerlebnis. Über den Dunkelpfad ins Cafe Lichtlos. 1999
- Alt & Jung. Das Abenteuer der Generationen. 2000
- Seifenblasen-Träume. Schillernder Zauber und faszinierende Augenblicke. 2000
- München lebt. Die natürliche Stadt. 2000
- 2000 Dinge 2000. Dingsda, Dingeling, Dingsbums, Dingdong... 2000
- Legowelt. Spiel mit der Phantasie. 2000
- Boing. Klangkörper. 2001
- Dunkelerlebnis. Über den Dunkelpfad ins Cafe Lichtlos. 2001
- Lichtspiele. Spiegeltricks, Farbspiele und Lichtbilder. 2001
- Logisch?! Mathematik zum Anfassen. 2002
- Super Space. Intergalaktisch Interaktiv Multimedial. 2002
- Papier la Papp. geschöpft, gedruckt, gelesen. 2002–2003
- HaZweiOh. Erforsche die Welt der Chemie. 2003–2004
- Seifenblasen-Träume. Riesenblasen, Schillerfarben und Seifendächer. 2004
- Erzähl´ mir was zum Tod. Über das Davor und Danach. 2004–2005
- Papier la Papp. Mit 25 neuen Stationen zur Papiergeschichte. 2005–2006
- Fair Play. Mehr als Fußball… 2006
- Rapunzel und das gestiefelte Hänschen. Eine Reise in die Märchenwelt. 2006–2007
- Von Krach zu Bach. Töne erforschen, Klang entdecken, Musik erleben. 2007–2008
- Iss was?! Die Ausstellung zum Entdecken und Schmecken. 2008–2009
- Salz. Von der Saline zur Salzlette. 2008–2009
- Seifenblasen-Träume. 2009–2010. Die Welt der Seifenblasen selbst entdecken. Viel Wissenswertes über Seifenblasen.
- Weg vom Fleck! Erforsche das Gehen, Fahren und Fliegen. 2010–2011
- Im Dschungel. 2011–2012
- Hausgedacht. Architektur planen.bauen.gestalten. 2012–2013
- Luffft. Eine Mitmacherausstellung zum Experimentieren und Staunen. 2013–2014
- Seifenblasen. 2014–2015
- Iss was?! Die Ausstellung zum Entdecken und Schmecken. 2015–2016
- Alles klar? Wie wir miteinander kommunizieren. 2016–2017
- Nur Müll? Eine Mitmachausstellung für Tonnenforscher, Rohstoffsammler und Wertentdecker. 2017–2018
- Die Mitmachmaschine. Ein konstruktives Vergnügen. 2018

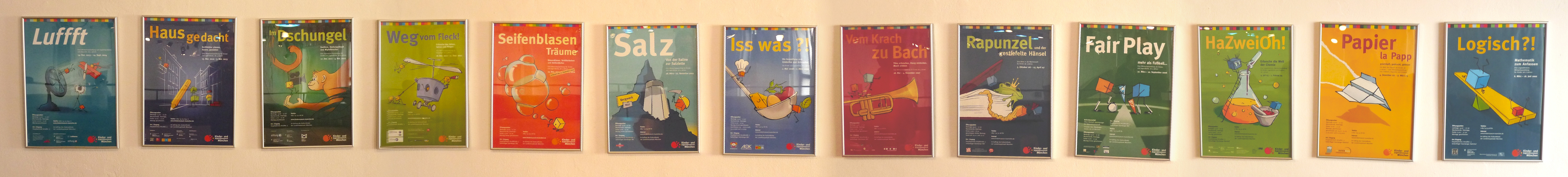
Poster verschiedener Ausstellungen im Kinder- und Jugendmuseum München.